# UFO w Emilcinie

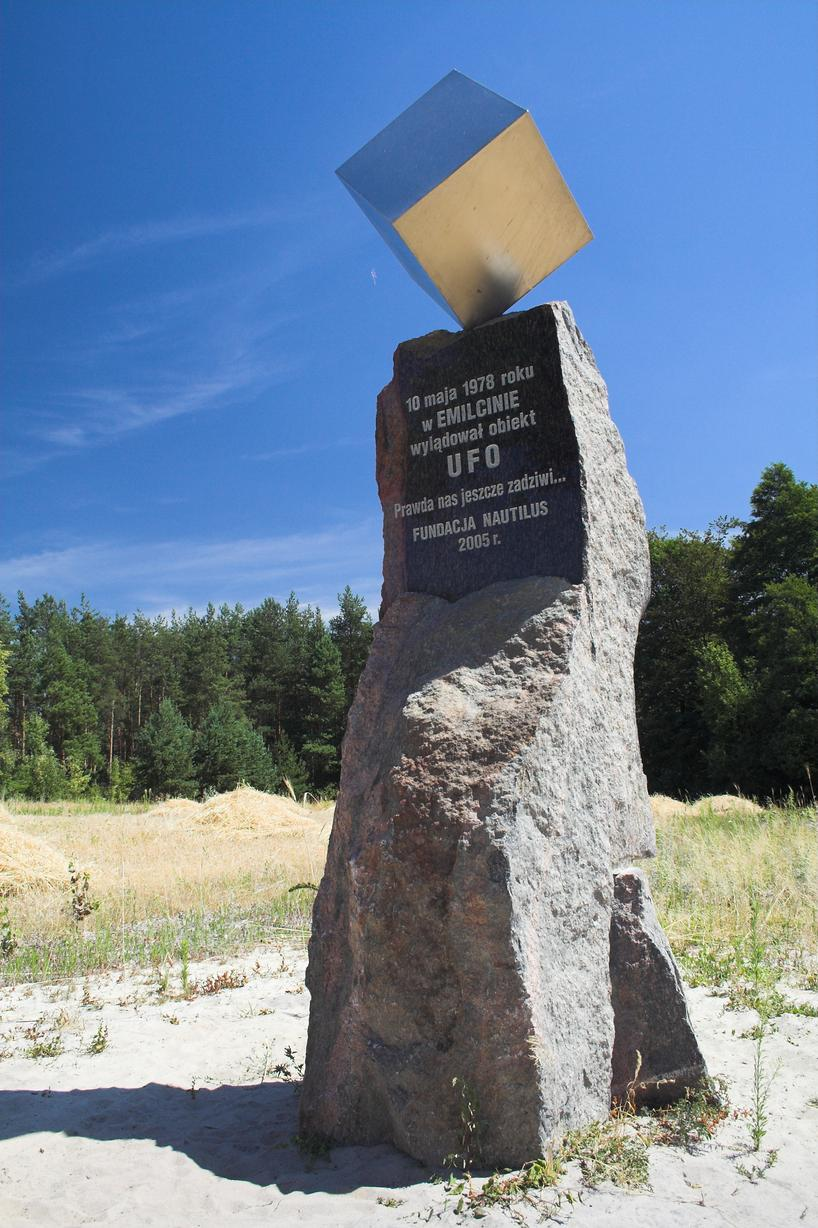
Pomnik UFO w Emilcinie

UFO w Emilcinie – domniemane bliskie spotkanie z przedstawicielami obcej cywilizacji, wynikające z relacji Jana Wolskiego, który twierdził, że 10 maja 1978 roku w Emilcinie spotkał się z kosmitami.

## Relacja Jana Wolskiego
Jan Wolski był rolnikiem mieszkającym w Emilcinie. Według jego relacji, 10 maja 1978 roku wracając z Dąbrowy Pusznieńskiej miał zostać zaczepiony przez dwóch niskich przybyszy, ubranych w czarne kombinezony z kapturami. Mieli oni porozumiewać się za pomocą ostrych i piskliwych dźwięków, co zaniepokoiło Wolskiego. Po przejechaniu około trzystu metrów zauważył wiszący na wysokości 4–5 metrów srebrzysty wehikuł. Z owego wehikułu miała obniżyć się platforma, z której wyszedł przybysz zapraszający Wolskiego do środka. Wolski miał wejść do środka, gdzie poddał się badaniom. W środku znajdowało się również kilka kawek i wron. Po badaniach Wolski miał wyjść z pojazdu kosmicznego i pożegnać się z kosmitami. Spotkanie w wehikule miało trwać kilka minut.

## Reakcje na opowieść Wolskiego
Po powrocie do domu Jan Wolski miał opowiedzieć o spotkaniu z tajemniczymi przybyszami swoim synom, ci następnie mieli poinformować sąsiadów o incydencie. Grupa mieszkańców Emilcina udała się na miejsce rzekomego postoju statku, jednak na miejscu mieli odnaleźć tylko ślady stóp odciśniętych na łące. Mieszkańcy wsi nie kwestionowali opowieści rolnika, który uchodził za człowieka prawdomównego. Wkrótce pojawiła się relacja sześcioletniego Adama Popiołka, który również miał widzieć rzekomy wehikuł. Relacja Popiołka różniła się w szczegółach od relacji Wolskiego.
Porucznik Stanisław Plis, komendant komisariatu MO w Opolu Lubelskim, dokonał wizji lokalnej w Emilcinie oraz przesłuchał Wolskiego. W raporcie napisał, że rolnikowi całe wydarzenie się przyśniło. Jakiś czas później z rodziną Wolskich skontaktował się ufolog amator Witold Wawrzonek, który o rzekomym wydarzeniu w Emilcinie poinformował badacza zjawisk paranormalnych Zbigniewa Blanię. Po skontaktowaniu Wolskiego z Blanią rolnik został poddany badaniom medycznym. Według psychiatry dr Ryszarda Krasilewicza Jan Wolski nie zmyślił historii. Po przeprowadzeniu badań Zbigniew Blania nagłośnił relację Jana Wolskiego w mediach, w następstwie czego zgłoszono kolejne rzekome incydenty o spotkaniach z kosmitami, do których miało dojść w Przyrownicy i Golinie. Opinia publiczna nie wierzyła Janowi Wolskiemu. W 1978 roku premierę miał film dokumentalny Odwiedziny, czyli u progu tajemnicy, opowiadający o rzekomym spotkaniu kosmitów przez Jana Wolskiego.
Jan Wolski zmarł w 1990 roku, do końca życia będąc przekonanym, że spotkał przedstawicieli obcej cywilizacji.
Historią rzekomego lądowania UFO w Emilcinie zajął się publicysta Bartosz Rdułtowski. W 2012 roku ogłosił, że cała sprawa stanowiła mistyfikację, przeprowadzoną przez Witolda Wawrzonka, który miał wymyślić historię w celu zdyskredytowania Zbigniewa Blani. Wawrzonek miał poddać hipnozie Jana Wolskiego i wszczepić mu fałszywe wspomnienia. Wawrzonek planował przyznać się Blanii do oszustwa, jednak w wyniku nagłośnienia incydentu w Emilcinie w mediach zachował fakt w tajemnicy. Zdaniem Rdułtowskiego Blania prowadził badania niestarannie i pod z góry założoną tezę. Relacja Rdułtowskiego spotkała się z krytyką ze strony środowisk ufologicznych.

## Upamiętnienia
Wydarzenia w Emilcinie zostały upamiętnione w komiksie Przybysze Grzegorza Rosińskiego, który ukazał się w magazynie Relax nr 27. 15 października 2005 roku odsłonięto pomnik upamiętniający rzekome wylądowanie UFO. Pomnik składa się z metalowego sześcianu balansującego na szczycie cokołu. Monument postawiła Fundacja Nautilus, warszawska organizacja zajmująca się badaniami UFO.

## Filmy i seriale
| Rok  | Tytuł                               | Rodzaj               |
| ---- | ----------------------------------- | -------------------- |
| 1978 | Odwiedziny, czyli u progu tajemnicy | film dokumentalny    |
| 2021 | UFO: Oni już tu są                  | film dokumentalny    |
| 2025 | Projekt UFO                         | miniserial fabularny |